# Wizzgo
Wizzgo est un magnétoscope numérique en ligne. Le service, lancé en mai 2008, est interrompu dès le mois de novembre après une décision du Tribunal de grande instance de Paris jugeant son activité illicite. Il permettait, via Internet, le téléchargement d'une application (iWizz) et l'enregistrement des programmes des 17 chaînes gratuites de la télévision numérique terrestre (TNT) française.

## Le service
Le dispositif, au moyen d'un guide électronique des programmes, permettait d'enregistrer gratuitement les programmes des 17 chaînes de la télévision numérique terrestre en transmettant l'ordre d'enregistrement via Internet à des serveurs distants,.
Une fois le programme diffusé et l'enregistrement effectué, l'utilisateur téléchargeait sur son ordinateur sa copie, qu'il pouvait ensuite visualiser sur ses différents écrans (ordinateur, téléviseur, périphériques nomades). La copie était une reproduction fidèle de l'antenne, espaces publicitaires compris. L'utilisateur, après s'être inscrit, disposait de 15 heures d'enregistrement par période de 30 jours,.
Wizzgo a annoncé que 400 000 comptes utilisateurs ont été créés pendant la durée du service. Celui-ci a été élu meilleur service en ligne innovant de l'année 2008 par 01net.com, RMC et L'Ordinateur individuel.

## La question de droit
Le service reposait sur le principe de l'exception de copie privée, ce qui fut rapidement contesté, en référé, par plusieurs télédiffuseurs, qui obtiendront gain de cause : M6 et  W9, TF1, France Télévisions ainsi que NT1,.
Dans ces contentieux, se sont opposées deux conceptions de l'exception de copie privée : la conception dite intellectuelle, retenue par Wizzgo, qui définit le copiste comme étant celui qui ordonne l'enregistrement puis jouit de son usage, et la conception matérielle, défendue par les diffuseurs, pour qui le copiste est celui qui concrètement réalise la copie. Les décisions rendues en référé, comme le jugement rendu au fond, confirmeront la prédominance dans la jurisprudence française de cette deuxième conception. Le tribunal de grande instance de Paris a donc jugé « que la société Wizzgo ne peut valablement se prévaloir des exceptions de copie transitoire et de copie privée », et qu'elle « a commis des actes de contrefaçon ». La société est condamnée à indemniser les préjudices subis évalués, pour les seules chaînes M6 et W9, à un montant de 500 000 euros. Le jour même du rendu de cette dernière décision, la société a interrompu son service d'enregistrement. 
L'arrêt du service a suscité de nombreuses réactions de la part de ses utilisateurs. Une pétition mise en ligne par Wizzgo, demandant la reconnaissance du droit à la copie privée en ligne, a recueilli plus de 80 000 signatures en deux mois et a été adressée au président de la République.
En 2011, le jugement du Tribunal de grande instance est confirmé par la Cour d'appel de Paris.